# ユニオン郡 (アイオワ州)
ユニオン郡 (英: Union County) は、アメリカ合衆国アイオワ州に位置する郡である。人口は12,309人（2000年）。郡庁所在地はクレストンである。

## 地理
座標は、北緯41度01分33秒 西経94度14分29秒 / 北緯41.02583度 西経94.24139度である。
アメリカ合衆国統計局によると、この郡は総面積1,103km2 (426mi2) である。このうち1,099km2 (424 mi2) が陸地、4km2 (2mi2) が水域である。総面積の0.37%が水域となっている。

### 隣接する郡
- アデア郡 (北西)
- マディソン郡 (北東)
- クラーク郡 (東)
- リングゴールド郡 (南)
- アダムズ郡 (西)

## 人口動勢
2000年国勢調査で、この郡は人口12,309人、5,242世帯、及び3,354家族が暮らしている。人口密度は11/km2 (29/mi2) である。5/km2 (13/mi2) の平均的な密度に5,657軒の住宅が建っている。この郡の人種的な構成は白人98.44%、アフリカン・アメリカン0.23%、先住民0.17%、アジア0.25%、太平洋諸島系0.00%、その他の人種0.32%、及び混血0.58%である。ここの人口の1.02%はヒスパニックまたはラテン系である。

2000年人口ピラミッド

この郡内の住民は23.30%が18歳未満の未成年、18歳以上24歳以下が8.70%、25歳以上44歳以下が25.30%、45歳以上64歳以下が24.00%、及び65歳以上が18.70%にわたっている。中央値年齢は40歳である。女性100人ごとに対して男性は92.10人である。18歳以上の女性100人ごとに対して男性は89.00人である。
この郡の世帯ごとの平均的な収入は31,905米ドルであり、家族ごとの平均的な収入は41,453米ドルである。男性は27,700米ドルに対して女性は20,760米ドルの平均的な収入がある。この郡の一人当たりの収入 (per capita income) は16,690米ドルである。人口の11.40%及び家族の7.40%は貧困線以下である。全人口のうち18歳未満の13.80%及び65歳以上の9.30%は貧困線以下の生活を送っている。

## 都市および町
- クレストン (Creston)
- ケント (Kent)
- Afton
- Arispe
- Cromwell
- Lorimor
- Thayer